# Řád svobody a nezávislosti
Řád svobody a nezávislosti (korejsky 자유독립훈장) je jedno z nejvyšších vyznamenání Severní Koreje. Založen byl roku 1950 a udílen je za vojenské úspěchy.

## Historie a pravidla udílení
Řád byl založen dne 7. července 1950 během Korejské války. Řád I. třídy je udílen velitelům partyzánských jednotek o velikosti brigád, divizí a vyšších vojenských seskupení za hrdinství, obranu a příkladné velení během vojenských operací. Řád II. třídy je udílen velitelům partyzánských jednotek o velikosti pluků, praporů a rot, stejně jako civilním profesionálům ve vojenském průmyslu. Řád je udílen spolu s Řádem národního praporu stejné třídy. Během Korejské války bylo uděleno vyznamenání I. třídy 95 Korejcům a 126 Číňanům a vyznamenání II. třídy bylo uděleno 3 043 Korejcům a 4 703 Číňanům.

## Třídy
Řád je udílen ve dvou třídách:
- I. třída
- II. třída

## Insignie
Řádový odznak má tvar červeně smaltované pěticípé hvězdy. Mezi cípy jsou shluky stříbrných různě dlouhých paprsků. V horní části je barevně smaltovaná severokorejská vlajka s nápisem v korejštině. Uprostřed je kulatý stříbrný medailon s vyobrazením vojáků a vojenských vozidel.
Stuha sestává ze širokého zeleného pruhu uprostřed, na který z obou stran navazuje bílý pruh a úzký proužek červené barvy. Zeleným pruhem v případě I. třídy prochází jeden úzký žlutý proužek a v případě druhé třídy dva úzké žluté proužky.